# امهرست (تگزاس)
امهرست (به انگلیسی: Amherst) شهری در ایالت تگزاس از ایالات جنوبی ایالات متحده آمریکا است. در سرشماری سال ۲۰۰۰، جمعیت این شهر ۷۹۱
نفر اعلام شد. 